# 五等爵
五等爵制是中國古代的一項重要爵位制度。儒家經典中有對五等爵制的系統描述。西汉居摄三年（8年），在王莽的主導下實施了五等爵制，新朝滅亡後被廢除。直到三國時期，魏元帝咸熙元年（264年），在司馬昭的主導下才又重新實施五等爵制，此後經過歷代的變革，其五個爵位名稱一直沿用到中華民國前期。而在翻譯歐洲貴族等級時，也用這五等爵的名稱來做對應。

## 儒家經典中的五等爵制
儒家經典《春秋》中的諸侯稱號有公、侯、伯、子、男五種，《禮記》與《周禮》中有對五等爵制的系統描述。但伴隨者西方史學在近代傳入中國，以及金文資料的大量發現，學者對儒家經典中記載的五等爵制提出了質疑，並作了相關研究，但周代實際存在過的爵制體系尚不完全清楚。

### 《禮記》中的五等爵制
| 爵稱 | 田         | 田制相同的王官 |
| 公   | 方百里     | 天子之三公     |
| 侯   | 方百里     | 天子之卿       |
| 伯   | 方七十里   | 天子之卿       |
| 子   | 方五十里   | 天子之大夫     |
| 男   | 方五十里   | 天子之大夫     |
| 附庸 | 不能五十里 | 天子之元士     |

### 《周禮》中的五等爵制
| 爵稱 | 封疆     | 分食比例 | 數量   | 圭璧 | 繅       | 命數 | 冕服                         |
| 公   | 方五百里 | 二分之一 | 四     | 桓圭 | 三采三就 | 九命 | 袞冕、鷩冕、毳冕、希冕、玄冕 |
| 侯   | 方四百里 | 三分之一 | 六     | 信圭 | 三采三就 | 七命 | 鷩冕、毳冕、希冕、玄冕       |
| 伯   | 方三百里 | 三分之一 | 七     | 躬圭 | 三采三就 | 七命 | 鷩冕、毳冕、希冕、玄冕       |
| 子   | 方二百里 | 四分之一 | 二十五 | 穀璧 | 二采二就 | 五命 | 毳冕、希冕、玄冕             |
| 男   | 方百里   | 四分之一 | 一百   | 蒲璧 | 二采二就 | 五命 | 毳冕、希冕、玄冕             |

### 與周朝爵制的關係
- 孟子認為，諸侯銷毀了記載爵祿的典籍，天子一位，公一位，侯一位，伯一位，子、男同一位，凡五等。[8]
- 從西漢開始，直到近代西方史學傳入中國，學者都認為五等爵制是周代真實存在過的制度。
- 傅斯年認為，五等爵制是戰國時人在臆測西周春秋宗法社會中的古人時得出的錯誤結論。[9]
- 郭沫若、楊樹達認為，儒家經典中對五等爵制的記載不可信，周代諸侯爵位無定稱，可兼稱。[10][11]
- 魏芃認為，西周時的諸侯等級秩序為“侯甸男”體系，並不存在五等爵制，春秋中晚期形成了尚未體系化的諸侯稱謂“公侯伯子男”，戰國時期的儒家學者在諸侯稱謂的基礎上構擬了完整的五等爵體系。[12]